# Dvorské úřady v Uherském království
Dvorští úředníci v Uhrách byli státní hodnostáři v Uherském království.  
Do úřadu byli původně jmenováni králem a bylo možné je kdykoli odvolat či nahradit. Později byly některé z úřadů obsazovány na základě volby Národního shromáždění.  
Tito hlavní státní úředníci, případně doplnění jedním nebo dvěma ispány (zejména bratislavským a temešským), tvořili královskou radu.  
Tito dvorští úřadníci byli také označováni jako zemští baroni, nejedná se však o analogii pozdějšího baronského šlechtického titulu. 
Okruh zemských baronů se v průběhu historie opakovaně měnil. Za vlády krále Zikmunda Lucemburského byli za barony považováni nositelé následujících hodností (v závorce je uveden maďarský a latinský název funkce):
- hrabě-palatin (nádorispán, comes palatinus)
- sedmihradský vojvoda (erdélyi vajda , woyuoda Transsiluanus)
- zemský soudce (országbíró, iudex curiae regiae)
- bán Chorvatska, Slavonie, Dalmácie, Mačvy a Severinu
- nejvyšší taverník (tárnokmester, magister tavernicorum)
- nejvyšší dveřník (főajtónálló , ianitorum regalium magister)
- nejvyšší stolník (főasztalnok, dapiferorum regalium magister)
- vrchní číšník/pohárník (főpohárnok, pincernarum regalium magister)
- vrchní stájník (főlovászmester, agasonum regalium magister)
- išpán prešpurský a temešský (pozsonyi és a temesi ispán)
- hlavní pokladník (főkincstárnok, summus thesaurarius)
- sikulský župan (székelyek ispánja)
- tajný kancléř (titkos kancellár)

Kromě královských úředníků měla podobné úředníky i královna, a dokonce i mladší královský dvůr.
Jméno hodnostářů bylo odvozeno od jejich původního úřadu v okruhu krále, ale úřad se brzy oddělil od své skutečné činnosti vykonávané jeho nositelem a jejich podřízenými, s výjimkou korunovačního ceremoniálu. 
V pozdějších dobách se místo přípony -mester (-mistr) v názvu úřadu stále častěji používala předpona fő- (nejvyšší, vrchní).